# 斯庫哈里
51°31′20″N 30°53′14″E / 51.52222°N 30.88722°E
斯庫哈里（烏克蘭語：Скугарі），是烏克蘭北部切爾尼希夫州切爾尼希夫區米哈伊洛-科秋宾斯凯市镇的村落。處於帕庫利卡河畔，面積0.77平方公里，海拔高度146米，2001年人口188。